# Minjon (manzana)
Minjon es una variedad cultivar de manzano (Malus domestica).
Criado en la década de 1910 en el «Fruit Breeding Farm », en Excelsior, Minesota (Estados Unidos). Las frutas tienen una carne color verdosa a menudo se tiñe de rojo junto a la piel, textura gruesa, firme y crujiente, con sabor bastante agrio, suavizado en el almacenamiento. Tolera la zona de rusticidad delimitada por el departamento USDA, de nivel 3.

## Historia
'Minjon' es una variedad de manzana, criada en la década de 1910 en el «Fruit Breeding Farm », en Excelsior, dependiente de la Universidad de Minnesota (Estados Unidos). Obtenida a partir del cruce de 'Wealthy' como Parental-Madre x polen de 'Jonathan' como Parental-Padre. Fue introducida en los circuitos comerciales en 1942.
'Minjon' se cultiva en la National Fruit Collection (Colección Nacional de Fruta) de Reino Unido donde está cultivada con el número de accesión: 1951-060' y nombre de accesión: Minjon.

## Características
'Minjon' es un árbol mediano, resistente, vigoroso, extendido con un hábito de crecimiento caído. Necesita ser aclarado después de la fructificación para evitar que produzca bienalmente. Tiene un tiempo de floración que comienza a partir del 8 de mayo con el 10% de floración, para el 13 de mayo tiene una floración completa (80%), y para el 22 de mayo tiene un 90% de caída de pétalos.
'Minjon' tiene una talla de fruto de pequeño a medio, con altura promedio de 51,00 mm y anchura promedio de 55,50 mm; forma cónica a oblonga, nervaduras medias, y corona de débil a media; epidermis con color de fondo amarillo verdoso que se lava de rojo brillante en el 60 por ciento o más de la superficie, con un patrón de rayas rojas que es visible incluso en el lado sombreado, importancia del ruginoso-"russeting" (pardeamiento áspero superficial que presentan algunas variedades) débil; pedúnculo longitud corto y de calibre algo delgado ubicado en una cavidad profunda y estrecha, a menudo con ruginoso-"russeting" en las paredes; cáliz de tamaño pequeño y cerrado, colocado en una cuenca poco profunda, y estrecha, con las paredes ligeramente plisadas y con ligera corona; pulpa de color verdosa a menudo se tiñe de rojo junto a la piel, textura gruesa, firme y crujiente, con sabor bastante agrio, suavizado en el almacenamiento.
Su tiempo de recogida de cosecha se inicia a finales de septiembre. Se conserva bien durante dos meses en frío, madurando para obtener los mejores sabores al mes de recogida.

## Usos
Se utiliza como una manzana de uso en cocina que hace una salsa agradablemente vigorosa.